# Antonio Lupatelli
Antonio Lupatelli (Busseto, 1930 – Cremona, 18 de maio de 2018) foi um ilustrador e escritor italiano que trabalhou sob o pseudônimo de Tony Wolf.
Nascido em Busseto, em 1930, Lupatelli mudou-se quando criança para Cremona, onde faleceu aos 88 anos de idade.
Lupatelli ficou conhecido principalmente por suas ilustrações de livros infantis. Entre os personagens de maior sucesso estão Pingu, além de Pandi, Ciccio Spray e todos os protagonistas de "Le Storie del Bosco".

## Principais trabalhos
- Freddy Frog
- Fun in Toyland
- Jack and Jill
- Jack and Jill and Playhour
- Little Scooty
- I Cuccioli
- Le storie del Bosco
- Il Viaggio delle Meraviglie
- Le avventure di Tom e Penny 1,2 e 3
- Pinocchio
- Teddy
- Il Gatto con gli Stivali
- Animali del Mondo
- Pandi Ferroviere
- Pandi dottore
- Pandi esploratore
- Pandi automobilista
- Pandi Guerriero
- Pandi e la magia
- Pandi costruttore
- Pandi e gli uccellini
- Pandi e la palla
- Pandi e il circo
- Pandi e la neve
- Pandi al mare